# جيني كراوفورد
فرجينيا جيني كرافورد (بالإنجليزية: Ginnie Crawford)‏ هي عداءة سباقات حواجز أمريكية ولدت في يوم 7 سبتمبر 1983، أبرز إنجازاتها هو فوزها بالميدالية البرونزية في كأس العالم لألعاب القوى في سنة 2006 في أثينا.

## روابط خارجية
- جيني كراوفورد على موقع الاتحاد الدولي لألعاب القوى (الإنجليزية)
- جيني كراوفورد على موقع الاتحاد الأمريكي لسباقات المضمار والميدان (الإنجليزية)
- جيني كراوفورد على موقع الدوري الماسي (الإنجليزية)